# Апостольский нунций на Багамских Островах
Апостольский нунций на Содружестве Багамских Островов — дипломатический представитель Святого Престола на Багамских Островах. Данный дипломатический пост занимает церковно-дипломатический представитель Ватикана в ранге посла. Апостольская нунциатура на Багамских Островах была учреждена на постоянной основе 27 июля 1979 года.
В настоящее время Апостольским нунцием на Багамских Островах является архиепископ Сантьяго Де Вит Гусман, назначенный Папой Франциском 12 ноября 2022 года.

## История
Апостольская нунциатура на Багамских Островах была учреждена на постоянной основе 27 июля 1979 года, бреве Quae Sive Catholicae папы римского Иоанна Павла II. Однако апостольский нунций не имеет официальной резиденции на Багамских Островах, в его столице Нассау и является апостольским нунцием по совместительству, эпизодически навещая страну. Резиденцией апостольского нунция на Багамских Островах является Порт-оф-Спейн — столица Тринидада и Тобаго.

## Апостольские нунции на Багамских Островах
- Поль Фуад Табет — (9 февраля 1980 — 11 февраля 1984 — назначен апостольским про-нунцием в Белизе);
- Мануэл Монтейру де Каштру — (25 апреля 1987 — 21 августа 1990 — назначен апостольским нунцием в Сальвадоре);
- Эудженио Сбарбаро — (1 февраля 1991 — 26 апреля 2000 — назначен апостольским нунцием в Югославии);
- Эмиль-Поль Шерриг — (20 января 2001 — 22 мая 2004 — назначен апостольским нунцием в Корее);
- Томас Галликсон — (20 декабря 2004 — 21 мая 2011 — назначен апостольским нунцием на Украине);
- Никола Джирасоли — (29 октября 2011 — 16 июня 2017 — назначен апостольским нунцием в Перу);
- Фортунатус Нвачукву — (4 ноября 2017 — 17 декабря 2021 — назначен постоянным наблюдателем Святого Престола при отделении ООН и специализированных учреждений ООН в Женеве);
- Сантьяго Де Вит Гусман — (12 ноября 2022 — по настоящее время).